# Insula Mykines
Mykines este o insulă din  arhipelagul feroez.

## Geografie
Insula este situată în partea de vest a arhipelagului, pe meridianul de 7 grade, ceea ce ar include-o în fusul orar GMT-1, în schimb locuitorii insulei adoptă fusul orar oficial al Feroe și anume GMT.
Pe insulă se găsesc două înălțimi și anume Knúkur (560 m) și Árnafjall (350 m). Din punct de vedere geologic, Mykines este una dintre cele mai vechi insule feroeze, fiind formată acum mai bine de 60 milioane de ani. La est de Mykines se află insulița Mykines Holm, care este unită de aceasta printr-un pod. Pe Mykines Holm se află amplasat un far maritim.
Pe insulă se găsește o singură așezare Mykines, ce numără 19 locuitori.

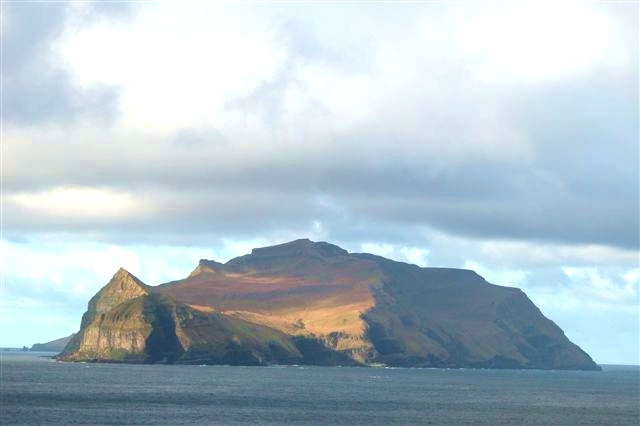
Insula văzută din est
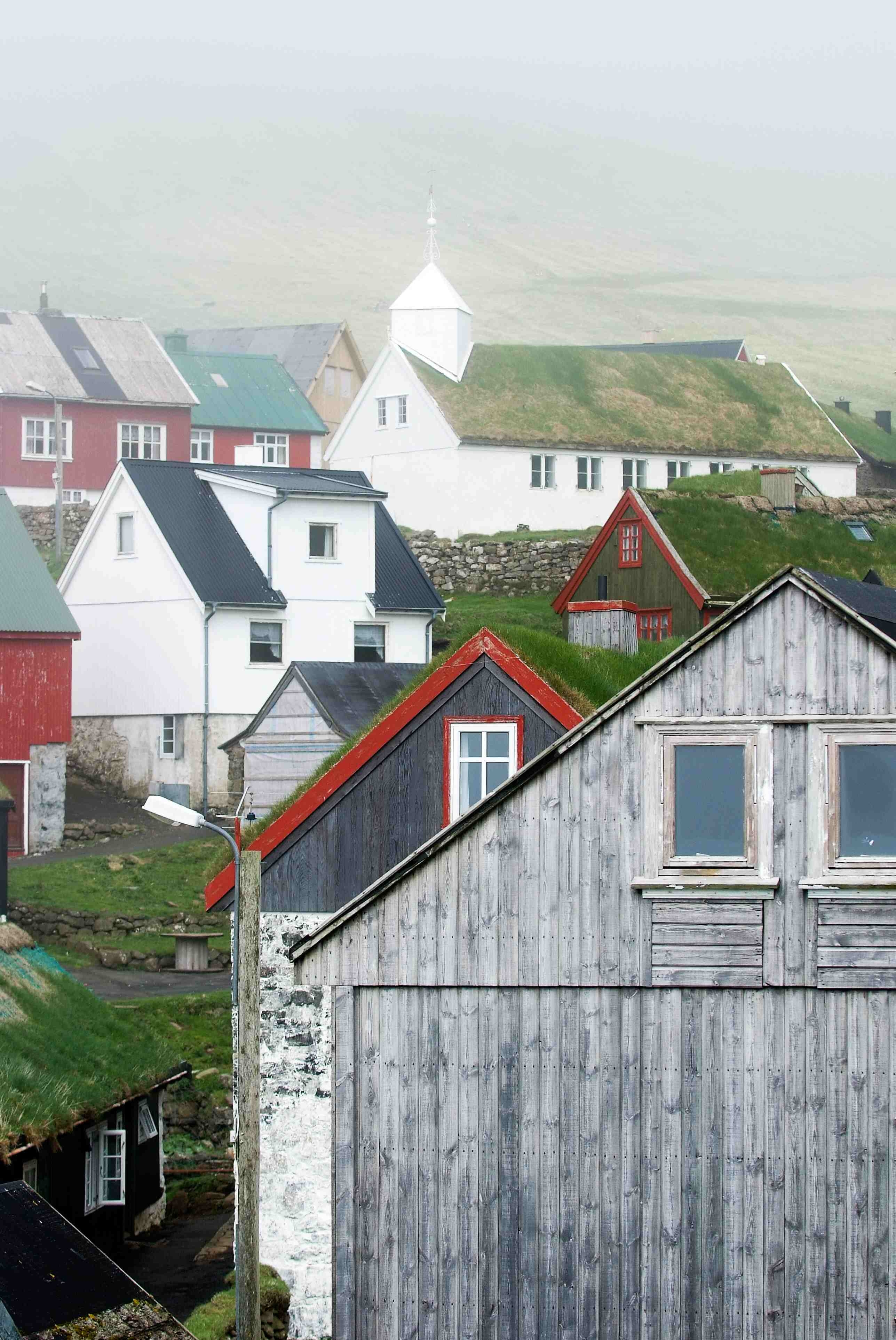
Imagine din satul Mykines